# Between (série télévisée)
Pour les articles homonymes, voir Between.
Between est une série télévisée canadienne en douze épisodes de 45 minutes créée par Michael McGowan, diffusée entre le 21 mai 2015 et le 4 août 2016 sur Citytv ainsi que sur Netflix aux États-Unis et dans les pays francophones. Au Québec, elle est disponible en français sur Netflix depuis le 25 juin 2016.

## Synopsis
La ville de Pretty Lake est touchée par un mystérieux virus qui tue tous les résidents de 22 ans et plus. Pour éviter que le virus se propage, le gouvernement met en place une zone de quarantaine de 16 kilomètres, laissant les derniers survivants seuls dans cette ville fantôme.

## Distribution

### Acteurs principaux
- Jennette McCurdy (VF : Camille Donda) : Wiley
- Jesse Carere (en) (VF : Fabrice Trojani) : Adam Jones
- Ryan Allen (VF : Daniel Njo Lobé) : Gord
- Justin Kelly (VF : Alexandre Nguyen) : Chuck
- Kyle Mac (VF : Donald Reignoux) : Ronnie
- Jack Murray (VF : Emmanuel Garijo) : Mark
- Shailyn Pierre-Dixon (en) (VF : Clara Quilichini) : Franny
- Jordan Todosey (VF : Alice Taurand) : Tracey
- Steven Grayhm (VF : Mathias Kozlowski) : Liam Cullen (saison 2)
- Mercedes Morris (VF : Rebecca Benhamour) : Renée (saison 2)

### Acteurs récurrents
- Samantha Munro (en) (VF : Joséphine Ropion) : Stacey (9 épisodes)
- Percy Hynes White (VF : Kaycie Chase) : Harrison (7 épisodes)
- Abigail Winter : Samantha (5 épisodes)
- Brooke Palsson (en) (VF : Diane Dassigny) : Melissa (saison 1)
- Jim Watson (VF : Valéry Schatz) : Pat (saison 1 et 2)
- Krystal Nausbaum (VF : Olivia Luccioni) : Amanda (épisodes 1 à 5)
- Jesse Bostick : Felix (épisodes 2 à 6)
- Shailene Garnett (VF : Edwige Lemoine) : Ms. Symonds (épisodes 1 à 4)
- Sarah Podemski (VF : Delphine Braillon) : Ellen (4 épisodes)

 Source et légende : version française (VF) sur RS Doublage

## Fiche technique
- Titre original : Between
- Développement : Michael McGowan (en)
- Direction artistique : Marion Pon
- Décors :
- Costumes : Ruth Secord et Brenda Shenher
- Musique :
- Production : Michael McGowan, Don Carmody et David Cormican
- Producteurs exécutif : Michael McGowan, Don Carmody, David Cormican et Naveen Prasad
- Sociétés de production : Don Carmody Television et Mulmur Feed Company
- Sociétés de distribution : 
  -  Canada : Citytv (télévision) ; Elevation Pictures (globale)
  -  États-Unis : Netflix (télévision)
  -  France : Netflix France (télévision)
- Pays d'origine :  Canada
- Langue originale : anglais
- Format : couleur - 16:9 HD - Stéréo
- Genre : Série dramatique, de science-fiction et d'horreur
- Durée : 45 minutes

 Sauf indication contraire, les informations mentionnées dans cette section peuvent être confirmées par la base de données cinématographiques IMDb,  présente dans la section « Liens externes ».

## Épisodes

### Première saison (2015)
La saison est composée de six épisodes.
1. La Fin de l'école (School's Out)
2. Prise de pouvoir (Who's the Boss)
3. Au-delà des frontières (Crossing Lines)
4. Les Blessures de l'amour (Love Hurts)
5. À bout de souffle (End of the Rope)
6. La Guerre (War)

### Deuxième saison (2016)
Elle est diffusée depuis le 30 juin 2016.
1. Il faut partir (Get Out of Town)
2. Nous contre eux (Us vs. Them)
3. Besoin d'espoir (Hope)
4. Extraction (Extraction)
5. Horatio (Horatio Rising)
6. Sortir et vivre (Don't Look Back)

## Développement

### Production
Le 20 octobre 2014, Citytv annonce d'une première saison de six épisodes pour la série, avec dans le rôle-titre l'actrice Jennette McCurdy, notamment connue pour le rôle de Sam Puckett dans les séries iCarly et Sam et Cat. La chaîne annonce aussi un partenariat avec le service de vidéo à la demande américain Netflix pour la distribution de la série à l'international. Il est aussi annoncé que Netflix participera à la production. D'après le contrat, la série se retrouvera en rattrapage au Canada sur le service Shomi, puis un an plus tard sur la version canadienne de Netflix.
Le 8 juillet 2015, la série a été renouvelée pour une deuxième saison de six épisodes, diffusée en 2016. Le tournage a débuté en janvier 2016, ajoutant Steven Grayhm et Mercedes Morris à la distribution.

### Tournage
Le tournage de la première saison a débuté en novembre 2014 à Hespeler, près de Cambridge au Canada.

## Web-série
En plus de la série, une web-série dérivée intitulée Between Video Yearbook composée de huit épisodes de deux minutes est diffusée depuis le 18 mai 2015 sur le site de Citytv. La série suit le personnage d'Amanda, interprétée par Krystal Nausbaum, qui doit interviewer des étudiants de Pretty Lake pour l'album de fin d'année. La web-série se déroule avant les événements de la série.